# Phoroncidia crustula
Phoroncidia crustula är en spindelart som beskrevs av Zhu 1998. Phoroncidia crustula ingår i släktet Phoroncidia och familjen klotspindlar. Inga underarter finns listade i Catalogue of Life.